# Ken Brown (baloncestista)
Kendrick Shamar "Ken" Brown (St. Louis, Missouri, 24 de octubre de 1989) es un jugador profesional estadounidense de baloncesto, que mide 1,80 metros y actualmente juega en la posición de base para el Telecom Egypt de la Superliga de Egipto.

## Profesional
Es un base formado en Southwest Tennessee CC (2008–2009), Cerritos College (2009–2010), Western Kentucky Hilltoppers (2010–2011) y Philander Smith (2011–2012).
Tras no ser elegido en el draft de la NBA de 2012, comenzaría su carrera profesional en Letonia en las filas del BK Jūrmala durante la temporada 2012-13. Más tarde, se convertiría en un auténtico trotamundos del baloncesto mundial para jugar en las siguientes temporadas en países como Suecia, Polonia, Lituania, Holanda, Líbano, República Dominicana, Rusia, Italia, Francia y Grecia.
La temporada 2013-14, se unió a los Norrköping Dolphins de la Svenska basketligan. 
Para la temporada 2015-16, Brown firmó con Donar Groningen. El 6 de octubre de 2015, registró un triple doble en la victoria 122-57 contra BS Weert, con 18 puntos, 17 asistencias y 10 rebotes. 
En enero de 2016, Brown firmó con BC Lietuvos rytas en Lituania, en el que jugó hasta junio del mismo año.
El 19 de julio de 2016, Brown firmó con Koroivos Amaliadas de la A1 Ethniki griega, en el que jugó doce partidos. 
El 28 de diciembre de 2016, firmó con Al Riyadi Beirut de la Liga Libanesa de Baloncesto, con el que conseguiría el campeonato libanés.
El 13 de julio de 2017, Brown firmó con Aurora Basket Jesi en la segunda división italiana (Serie A2 Este). 
El 9 de enero de 2018, se marchó de Jesi después de promediar 19.3 puntos, 3.7 rebotes y 4.6 asistencias por juego, para firmar con el club letón VEF Riga por el resto de la temporada. 
Tras acabar su contrato en Letonia, se marcharía a la República Dominicana para reforzar a los Indios de San Francisco de Macorís, en el que jugaría durante unos meses antes de regresar a Europa, en concreto a Lituania.
El 22 de agosto de 2018, Brown firmó con el equipo lituano del KK Alytaus Dzūkija para disputar la LKL. 
En la temporada 2018-19, Brown jugó con el club ruso del Parma Basket de la VTB United League.
El 21 de mayo de 2019, Brown firmó con Nantes de la LNB Pro B francesa, club en el que firmó para jugar solo un partido, en el que logró anotar 13 puntos.
Durante la temporada 2019-20 comenzó en las filas del Lietkabelis Panevėžys con el que promedió 8.7 puntos y 4 asistencias en la LKL. En noviembre de 2019, firmó por Aris Salónica BC con el que promedió 13.7 puntos y 3.2 asistencia en la Liga griega.
El 10 de septiembre de 2020, firma por el Larisa B.C. de la A1 Ethniki.
En julio de 2024 se unió a los Halcones de Xalapa de la Liga Caliente.mx LNBP.